# Retrouvailles (Stargate)
Ne doit pas être confondu avec cousinade.
Retrouvailles est un épisode de la série télévisée Stargate Atlantis. C'est le troisième épisode de la saison 4 et le 63e épisode de la série.

## Scénario
Alors que Ronon retrouve trois vieux amis natifs de la même planète que lui qu'il croyait morts, une femme et deux hommes, McKay discute avec Zelenka au sujet du nouveau chef d'Atlantis qui est inconnu, mis à part qu'il est spécialiste des réplicateurs: McKay pense alors qu'il sera choisi. Cependant Sheppard sait que Samantha Carter sera le nouveau dirigeant de la cité.
Sur Terre, Teal'c dit au revoir à Carter. Cette dernière arrive sur Atlantis alors que Sheppard et McKay se disputent sur la meilleure manière de l'accueillir. Teyla et Ronon parlent avec les amis de ce dernier, qui laissent échapper qu'ils disposent de beaucoup d'effectifs et de puissance. Ronon vient alors voir Carter et lui demande de laisser venir ses amis. Mais elle refuse, et Ronon lui signale que le docteur Weir aurait accepté. Carter lui annonce clairement qu'elle n'est pas Weir. Finalement ses amis lui avouent qu'ils savent qu'il habite Atlantis et tentent de le persuader de revenir avec eux, en laissant ses camarades d'Atlantis qu'ils qualifient d' "alliés".
Ronon partage son projet de quitter Atlantis auprès de Teyla, qui lui explique le sentiment qu'elle a eu en quittant les athosiens dont elle était le chef mais elle sait qu'elle est plus utile sur Atlantis. Ronon annonce ensuite à Sheppard que ses amis lui ont donné des informations cruciales concernant les Wraiths : ils comptent détruire l'un de leurs meilleurs laboratoires dans lequel ils tentent de reprogrammer les réplicateurs pour qu'ils ne les attaquent plus. L'équipe de Sheppard participera aussi, guidée par l'autre équipe. Ronon lui annonce qu'il quittera Atlantis à la fin de la mission.
Arrivés dans la base, ils se séparent en deux groupes, Ronon accompagnant les natifs de sa planète. Alors que l'équipe de Sheppard est assaillie de toutes parts, Ronon revient vers eux pour les aider, en laissant son propre groupe. Soudain Sheppard et Teyla sont touchés et les Wraiths les emmènent. McKay leur échappe de peu, mais tombe sur les amis de Ronon qui le paralysent et le livrent aux Wraiths. Il est mis en prison avec Sheppard et Teyla. Un Wraith arrive et emmène McKay.
Ronon rentre sur Atlantis prévenir Carter et Zelenka, leur annonçant qu'ils ont été séparés et qu'il faut aller secourir tout le monde. Carter et Zelenka se rendent sur place avec des renforts. Les Wraiths ne se nourrissent pas de McKay mais lui ordonnent d'annuler le code qu'il a chargé dans les réplicateurs, reprogrammés pour attaquer les Wraiths. Ils ont pour cela capturé un Asurans. L'équipe de Carter retrouve Sheppard, Teyla et McKay, alors que ce dernier parvient à reprogrammer l'Asuran prisonnier qui les aide alors à affronter les Wraiths. Ronon découvre la traîtrise de ses amis. Il apprend que ce sont eux qui ont tué deux des leurs, et non les Wraiths, car ils refusaient de se soumettre. En échange de leur servitude, ils ont reçu la vie éternelle par les Wraiths. Ronon et ses amis combattent alors à mains nues, selon les traditions de leur peuple. Soudain l'un d'eux dégaine un couteau, ce qui est à l'encontre de leurs préceptes. La femme du groupe proteste et se fait trancher la gorge par son camarade au couteau qui se jette ensuite sur Ronon. Ce dernier le tue de ses mains. Le troisième camarade, voyant son compagnon tué parce qu'il n'a pas respecté les préceptes et l'autre qui est morte en tentant de les respecter, s'en va sans combattre Ronon. Carter, Sheppard et les autres le retrouvent, et tous rentrent sur Atlantis, l'endroit que Ronon appelle "chez nous".

## À noter
- C'est également l'une des rares fois où l'on voit le SGC dans la série.
- Quand Carter refuse la proposition de Sheppard d'aller sur la planète des Asurans elle lui dit exactement les mêmes mots que Weir quand il lui avait proposé d'y aller : "Ce serait trop dangereux. Je ne laisserai ni vous ni un autre aller dans une mission-suicide. Si vous revenez avec un plan qui a la moindre chance de réussir alors je réexaminerai la question."